# Variner
Variner (även kallade varner, waringer med mera) var en av de germanska folkstammar som finns skriftligen nämnda av Tacitus. Enligt honom så bodde de vid området mellan Elbe och Oder (nuvarande Brandenburg) f. Kr. och ska därmed ha tillhört svebernas och hermundurernas folkgrupp. Folkgruppens existens nämns också i en del andra källor, och det förmodas att förledet i stadsnamnet Warnemünde härstammar från gruppens namn. Kanske uppgick de senare i saxarnas folkgrupp, som kan ha varit deras närmaste släktingar. Namnet kan härstamma från Värend, en av de större historiska regionerna, så kallade "små land", i Småland.

## Fotnoter
1. ↑  Tacitus. ”kapitel XL”. Germania